# Чавдарці (Великотирновська область)
Чавда́рці (болг. Чавдарци) — село у Великотирновській області Болгарії. Входить до складу общини Єлена.

## Населення
За даними перепису населення 2011 року у селі проживали 0 осіб.
Динаміка населення: